# Giles Gilbert Scott

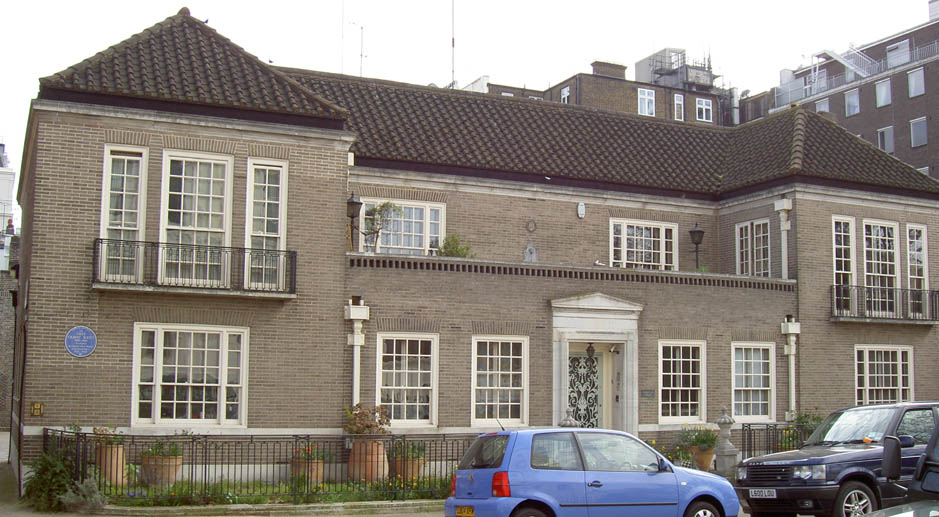
Chester House in Paddington, Londen (1926), met links de herdenkingsplaat

Sir Giles Gilbert Scott OM RA (Hampstead, 9 november 1880 - Bloomsbury, 8 februari 1960) was een Brits architect. Hij kwam uit een familie van vele architecten: zijn grootvader George Gilbert Scott (1811-1878), zijn vader George Gilbert Scott Jr. (1839-1897), zijn oom John Oldrid Scott (1841-1913) en zijn jongere broer met wie hij soms samenwerkte, Adrian Gilbert Scott (1881-1963). Ook zijn zoon Richard Gilbert Scott (1923-2017), die een boek over hem schreef, was een bekende architect.

## Loopbaan
Als jonge student werd hij in 1903 al betrokken bij de bouw van de neogotische Kathedraal van Liverpool, een werk waaraan hij gedurende zijn professionele loopbaan tot 1960 verder werkte. Van 1911 tot 1913 was hij betrokken bij de restauratie van de kathedraal van Chester. In 1934 werd de University Library van de Universiteit van Cambridge naar zijn ontwerp geopend. Gilbert Scott is eveneens de architect van de uitbreiding van de Bodleian Library van de Universiteit van Oxford
Voornamelijk actief in Londen is hij de ontwerper van het exterieur van het Battersea Power Station (gebouwd in fasen tussen 1929 en 1955), van het Bankside Power Station uit 1947-1963 (later Tate Modern) aan de Theems en van de Waterloo Bridge uit 1942-1945. Na het bombardement van 1941 en de vernieling van gedeelten van het Palace of Westminster bouwde hij van 1945 tot 1950 de nieuwe zaal voor het Lagerhuis. Hij had in 1954 de supervisie over de restauratie van het dak van de Guildhall en de bouw van bijkomende en aansluitende kantoorblokken voor het stadsbestuur. Van 1926 tot zijn dood in 1960 bewoonde hij het Chester House aan Clarendon Place in Paddington, dat hij zelf had ontworpen en dat hem in 1928 de jaarlijkse medaille voor straatarchitectuur in Londen van het Koninklijk Instituut van Britse Architecten opleverde. Van die organisatie was hij voorzitter van 1933 tot 1935.
Gilbert Scott was ook de ontwerper van de iconische gietijzeren Britse telefoonhokjes. Nadat de General Post Office in 1924 drie vooraanstaande architecten uitnodigde een ontwerp te maken, werd het zijne door de Royal Fine Art Commission geselecteerd. Hij werd verantwoordelijk voor het ontwerp van de rode K2, K3 en K6 telefooncellen, al had hij zelf een zilvergrijze kleur geadviseerd. De K6 uit 1935 werd uiteindelijk 73.000 maal geplaatst in heel het Verenigd Koninkrijk.
In 1924, bij de inwijding na de eerste bouwfase van de kathedraal van Liverpool, werd Scott door koning George V in de Britse adelstand verheven en mocht hij zich voortaan Sir Giles laten noemen. In 1944 werd hij door koning George VI opgenomen in de Order of Merit.

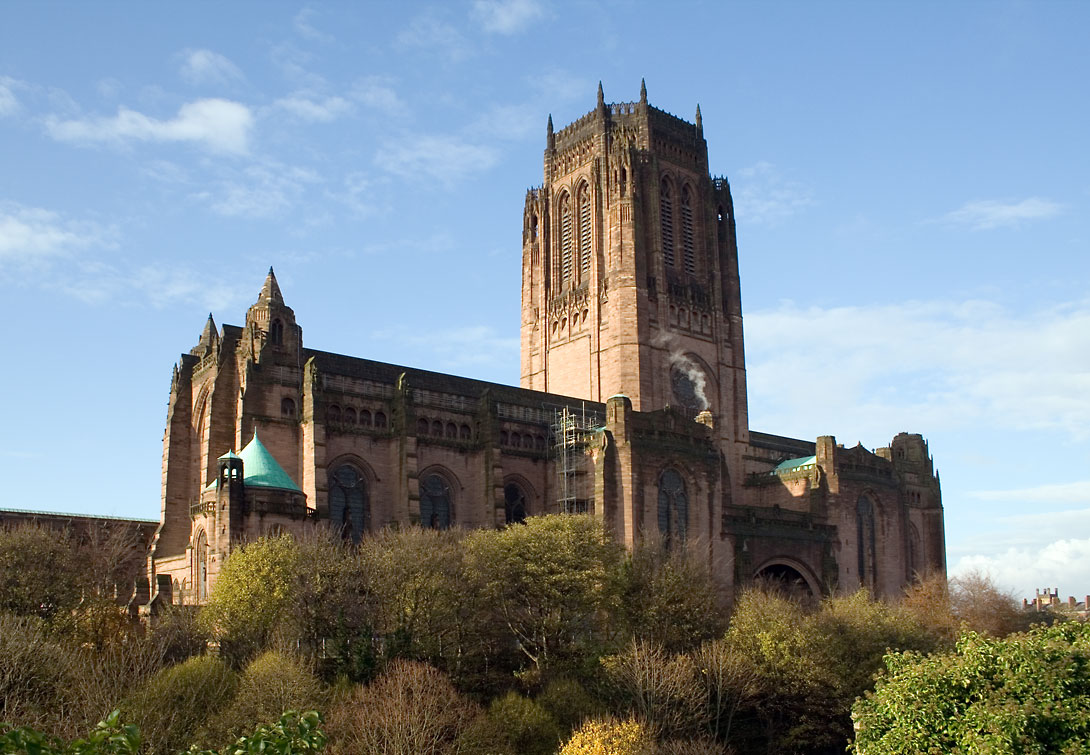
Kathedraal van Liverpool
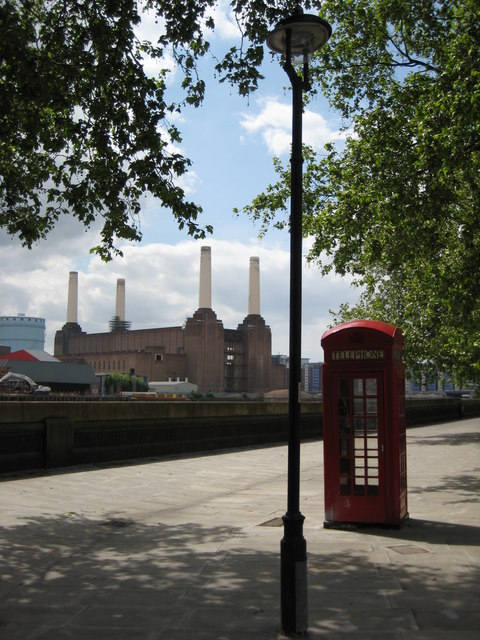
Battersea Power Station en K2-telefooncel
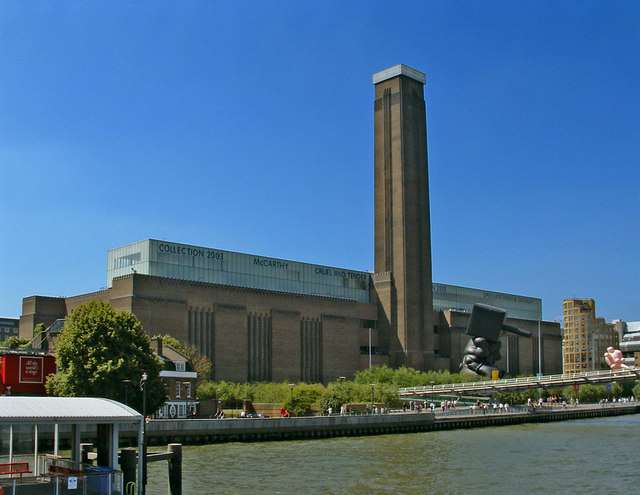
Tate Modern (voormalig Bankside Power Station)
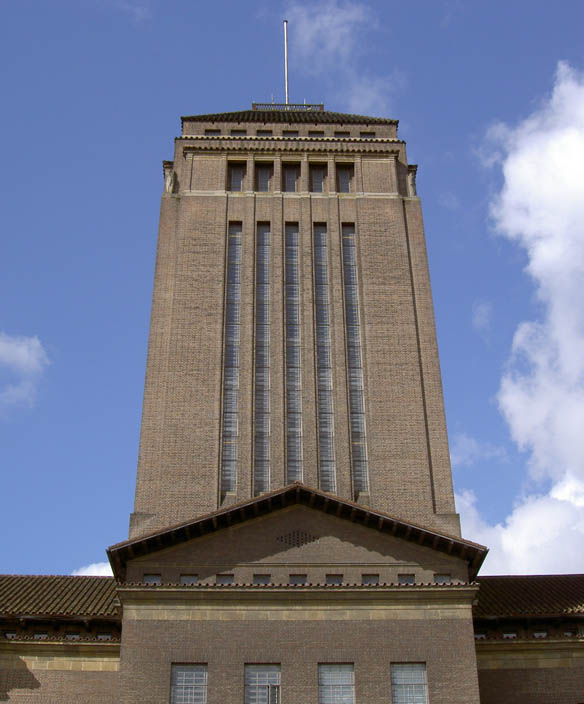
Cambridge University Library
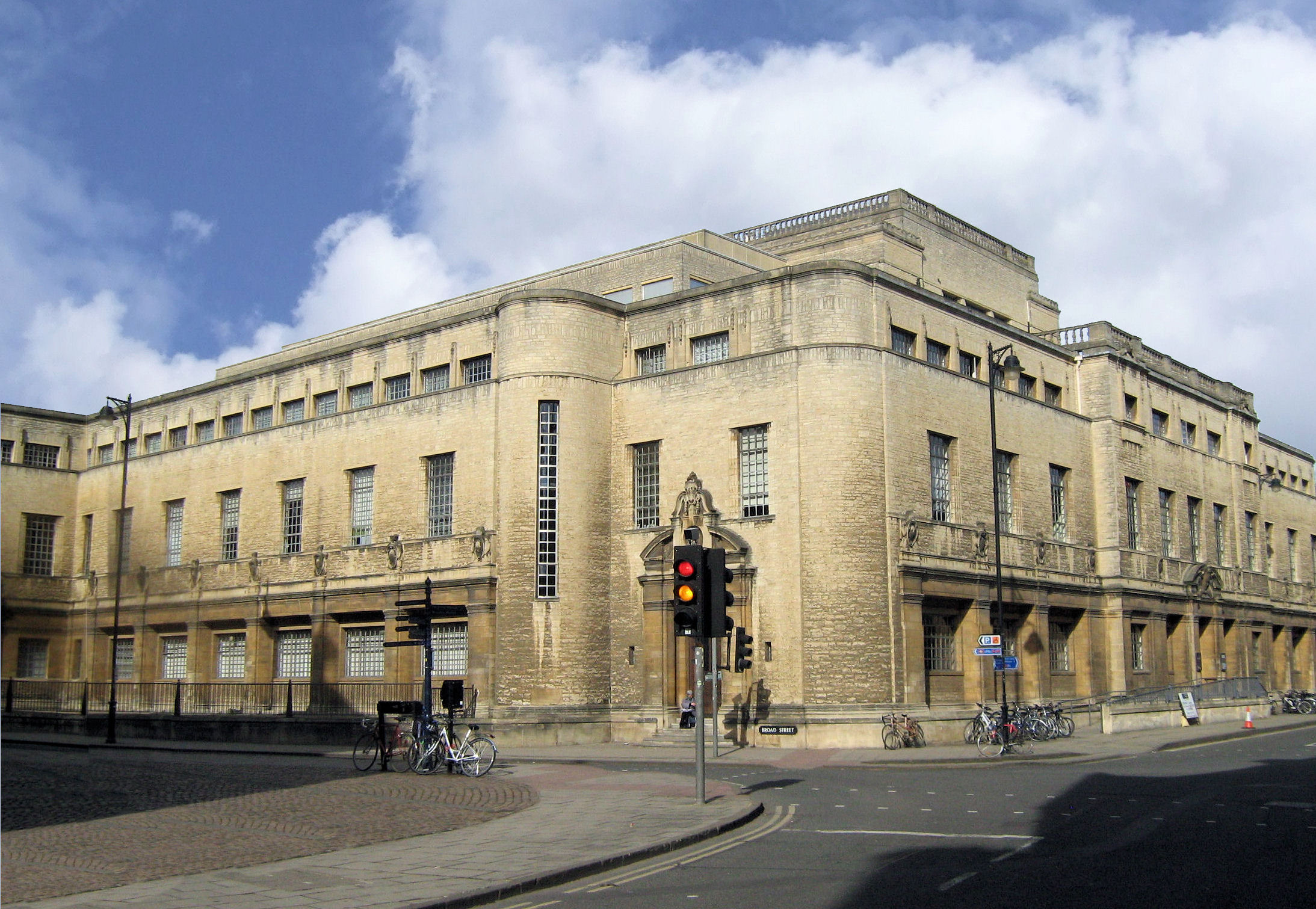
New Bodleian Library in Oxford
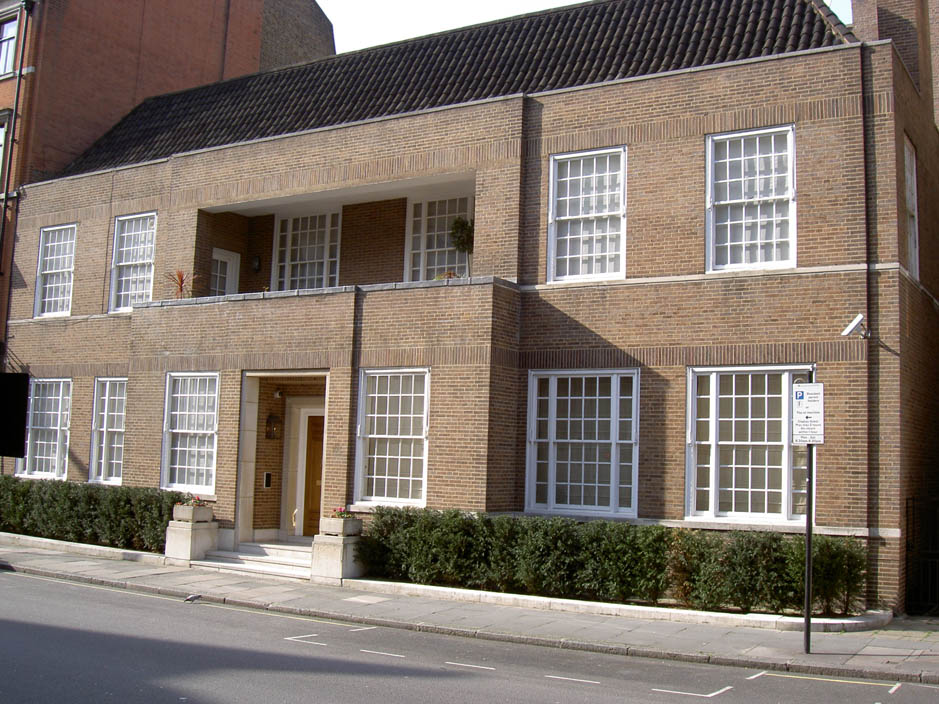
Woonhuis Marylebone, Londen (1936)
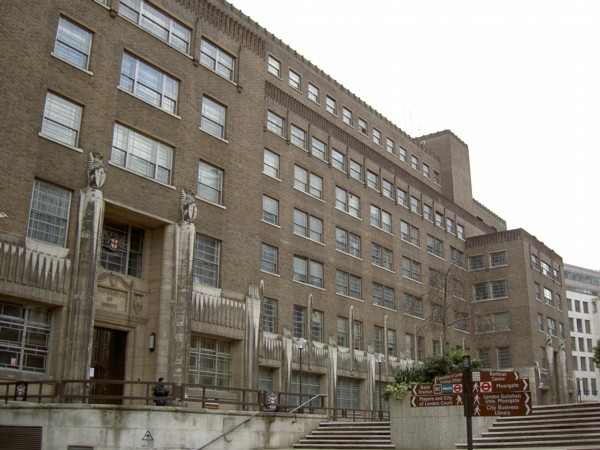
North Block van Guildhall
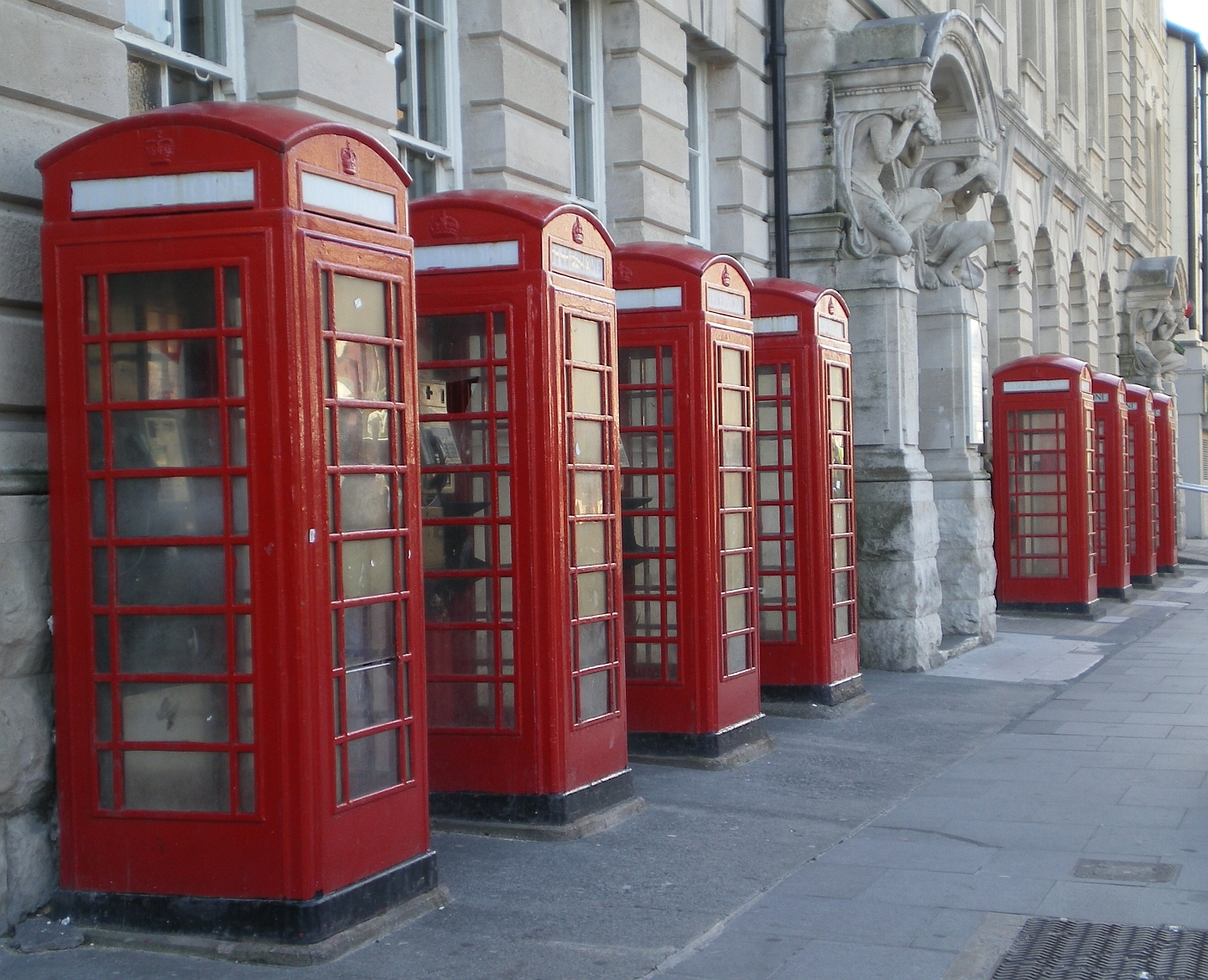
Rode K6-telefooncellen in Blackpool

- Bibsys: 11019548
- Bibliothèque nationale de France: cb13609222n (data)
- Catàleg d'autoritats de noms i títols de Catalunya: 981058509641106706
- Gemeinsame Normdatei: 130624551
- International Standard Name Identifier: 0000 0000 6686 6844
- Library of Congress Control Number: nr99007796
- Nationale Bibliotheek van Israël: 987007331537005171
- SNAC: w6m916w1
- Système universitaire de documentation: 150521847
- Union List of Artist Names: 500001853
- Virtual International Authority File: 30650925
- WorldCat: E39PBJcBWvKp3CtxDxcDH8WkXd